# Пам'ятки монументального мистецтва Самбірського району
У Самбірському районі Львівської області нараховується 6 пам'яток монументального мистецтва.
| # | назва | адреса                       | Номер | дата рішення                     |
| - | --- | ---------------------------- | ----- | -------------------------------- |
| 1 | Пам'ятник Бандері С. та Коновальцю Є., національним героям України (1993, мармурова крихта)                    | с. Гординя                   | 1679  | Розпорядження № 528, 19.07.1995  |
| 2 | Пам'ятник Сагайдачному П. К., гетьману України (ск. М. Посікіра, Л. Яремчук, арх. М. Федик, 1992, бронза)      | с. Кульчиці, навпроти церкви | 1680  | Розпорядження № 528, 19.07.1995  |
| 3 | Пам'ятник Хмельницькому Б. М., гетьману України (ск. Е. Кунцевич, 1960, бетон)                                 | с. Зарайське                 | 735   | Рішення № 183, 05.05.1972        |
| 4 | Пам'ятник Шевченку Т. Г., українському поету і художнику (ск. В. Одрехівський, 1964, мармурова крихта)         | смт Дубляни                  | 734   | Рішення № 183, 05.05.1972        |
| 5 | Пам'ятник Шевченку Т. Г., українському поету і художнику (ск. В. Одрехівський, 1989, бронза, мармурова крихта) | с. Купновичі                 | 1681  | Рішення № 249, 21.05.1991        |
| 6 | Пам'ятник Шевченку Т. Г., українському поету і художнику (ск. П. Дзиндра, 1994, бронза)                        | м. Рудки, пл. Возз'єднання   | 1682  | Розпорядження № 1039, 06.10.1997 |
|   | |                              |       |                                  |

## Джерело
Перелік пам'яток Львівської області [Архівовано 16 вересня 2012 у Wayback Machine.]